# Prundeni

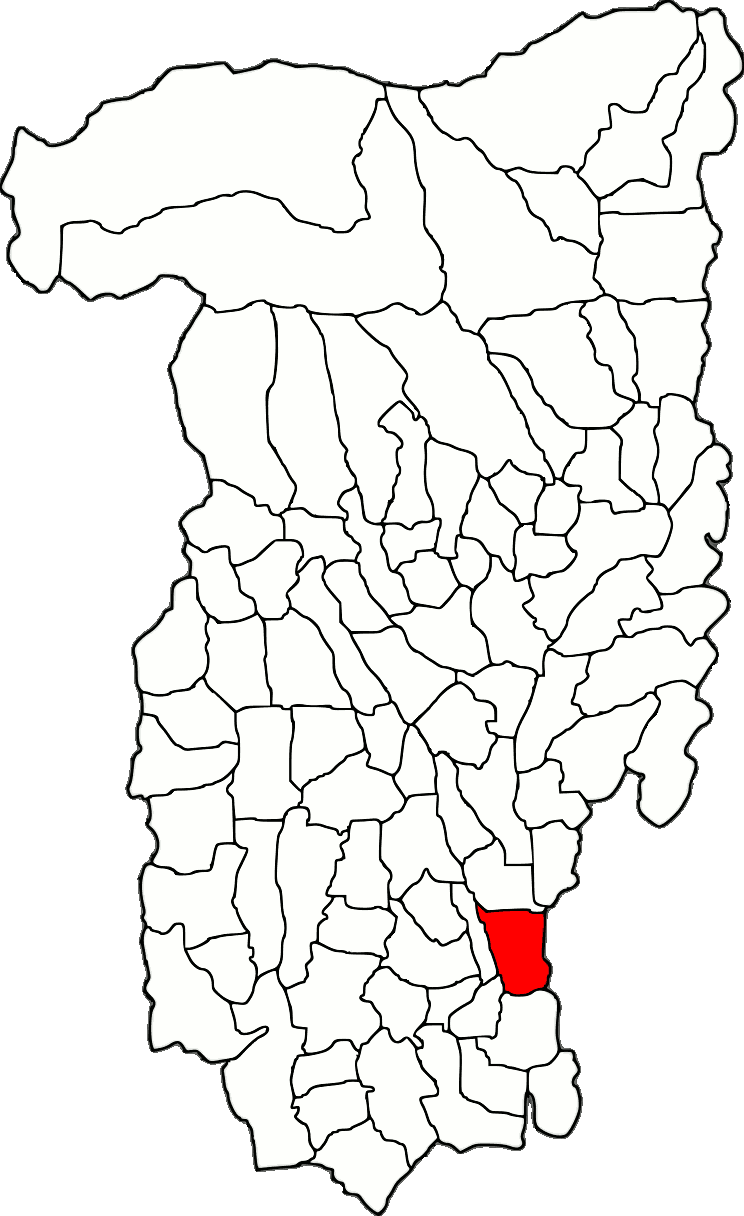
Localização de Prundeni no distrito de Vâlcea, sudoeste da Romênia.

Prundeni é uma comuna romena localizada no distrito de Vâlcea, na região de Oltênia. A comuna possui uma área de 40.98 km² e sua população era de 4589 habitantes segundo o censo de 2007.